# Župan
Župan är en historisk slavisk titel för ledaren över en župa, en historisk administrativ enhet som närmast kan översättas som län eller distrikt, och som tidigare användes av slaverna i östra och centrala Europa. En župa bestod oftast av en sammanslutning av flera byar. En stor-župan regerade över flera županer och titeln var föregångare innan titeln kung kom att användas. Titeln användes särskilt av väst- och sydslaver.
I modernt kroatiskt och slovenskt språkbruk är župa en ecklesiastisk socken medan titeln Župan i Kroatien motsvarar titeln landshövding.

## Etymologi
Županen kommer ursprungligen från titeln till huvudman av de storfamiljer, ledda av den äldste mannen i ett patriarkat, i så kallad fadersmakt, som var slavernas levnadssätt när de var kringvandrande nomader för tusentals år sedan. När de blev bofasta jordbrukare utvidgades storfamiljen och županen kom att regera över flera byar och ett större område. Titeln kan jämföras med titeln hövding på svenska. Titeln stor-župan kom att användas för särskilt mäktiga županer som styrde över ett stort landområde, ibland hela länder, innan titeln kung kom att användas i området. Denna titel användes dock endast i Serbien.
Under medeltiden användes titeln i Mähren, Slovakien, Kroatien, Serbien (Raška och övriga riken), Bosnien, Hercegovina och Bulgarien. Titeln kom även att anammas i Ungern och Rumänien.
Kroatien är idag indelat i län som kallas županije. Även Slovakien har ett liknande namn för sina regioner.